# Makin (quần đảo)
Makin là một chuỗi các đảo thuộc Thái Bình Dương, tọa lạc ở cực bắt quần đảo Gilbert thuộc quốc đảo Kiribati, dân số của nó năm 2010 đạt 1,798 người.

## Kinh tế
Makin, giống như các đảo khác của Kiribati, có một nền kinh tế chủ yếu là tự cung tự cấp. Hầu hết các ngôi nhà được làm từ vật liệu địa phương, và hầu hết nền kinh tế dựa vào cá, dừa và hoa quả (đặc biệt là chuối và đu đủ) như trụ cột của chế độ ăn uống của họ, mặc dù nhập khẩu gạo, đường và thuốc lá cũng được coi là nhu cầu cần thiết. Nền kinh tế Makin chủ yếu sản xuất cuồi dừa, nhưng có rất ít các hoạt động kinh tế khác ngoài một số hạn chế về công việc Chính phủ và Hội đồng Đảo. Nhiều gia đình nhận được tiền từ thân nhân làm việc trên Nam Tarawa hay ở nước ngoài.

## Tham quan Makin
Sân bay Makin, nằm ngay phía đông bắc của làng Makin, giữa đầm phá và biển, có mã ICAO là NGMN và mã IATA là MTK. Hàng tuần có hai chuyến bay của hãng Air Kiribati để Butaritari và Sân bay quốc tế Bonriki ở thủ đô Tarawa.
Không có cơ sở du lịch trên đảo Makin, nhưng cả hai Giáo hội Tin Lành Kiribati và Hội đồng Đảo có duy trì nhà khách.